# أرنولد بيرالتا
أرنولد بيرالتا (بالإسبانية: Arnold Peralta) ‏(29 مارس 1989 - 10 ديسمبر 2015) هو لاعب كرة قدم هندوراسي، كان يلعب كلاعب وسط. شارك مع مُنتخب بلاده في 26 مباراة. لعب لمدة سنتين في نادي رينجرز الإسكتلندي، وبعدها انتقل إلى نادي ديبورتيفو أوليمبيا الهندوراسي سنة 2015، ليتعرض بعدها لحادثة اطلاق نار في مسقط رأسه مدينة لا سيبا مما أدى لمقتله.

## مسيرته الكروية
لعب أرنولد بيرالتا خلال مسيرته الاحترافية مع 3 أندية في تسعة مواسم وسجل خلالها 4 أهداف ضمن 155 مباراة. ولم يفز بأي موسم بالكأس وفاز في موسمين بالدوري.
خاض أرنولد بيرالتا مسيرته مع نادي بيدا في موسم 2008–09 ليلعب معه خمسة مواسم، مشاركًا في 114 مباراة سجل خلالها هدفين. ثم انتقل إلى نادي رينجرز في موسم 2013–14 ولمدة موسمين، حيث شارك في 24 مباراة سجل خلالها هدفًا واحدًا. لينتقل بعدها إلى نادي ديبورتيفو أوليمبيا في موسم 2014–15 ولمدة موسمين، مشاركًا في 17 مباراة سجل خلالها هدفًا واحدًا أيضًا.

## روابط خارجية
- أرنولد بيرالتا على موقع الاتحاد الدولي (مؤرشف)  (الإنجليزية)
- أرنولد بيرالتا على موقع قاعدة بيانات كرة القدم.إي يو (الإنجليزية)
- أرنولد بيرالتا على موقع ناشيونال فوتبول تيمز (الإنجليزية)
- أرنولد بيرالتا على موقع Soccerway.com (الإنجليزية)
- أرنولد بيرالتا على موقع عالم كرة القدم.نت (الإنجليزية)
- أرنولد بيرالتا على موقع أوليمبيديا (الإنجليزية)
- أرنولد بيرالتا على موقع AS.com (الإسبانية)